# امیلیو لوزویا آستین
امیلیو لوزویا آستین، (به اسپانیایی: Emilio Lozoya Austin) (زاده ۸ دسامبر ۱۹۷۴) کارآفرین، اقتصاددان و مدیر ارشد اجرایی مکزیکی است، که در حال حاضر به‌عنوان مدیر عامل اجرایی شرکت پمکس فعالیت می‌نماید. وی با ۳۹ سال سن، جوان‌ترین مدیرعامل در میان مدیران ارشد ۱۰۰ شرکت برتر جهان، به‌شمار می‌آید. پمکس در سال ۲۰۱۴ در رتبه ۳۷ از بزرگترین شرکت‌های جهان قرار گرفت. امیلیو لوزویا آستین، فرزند امیلیو لوزویا؛ وزیر اسبق انرژی مکزیک است.